# Lepidoceropsyche
Lepidoceropsyche is een geslacht van vlinders van de familie van de zakjesdragers (Psychidae).
Dit geslacht is monotypisch, dat wil zeggen dat het maar één soort heeft namelijk Lepidoceropsyche manoi Saigusa & Sugimoto, 2022, die op enkele zuidelijke eilanden van de Riukiu-eilanden voorkomen.